# Xã Paddock, Quận Otter Tail, Minnesota
Xã Paddock (tiếng Anh: Paddock Township) là một xã thuộc quận Otter Tail, tiểu bang Minnesota, Hoa Kỳ. Năm 2010, dân số của xã này là 346 người.